# Rinaldo Bonanno
Rinaldo Bonanno (* 1545 in Raccuja; † 1600 in Messina) war ein italienischer Bildhauer und Architekt der Renaissance auf Sizilien.

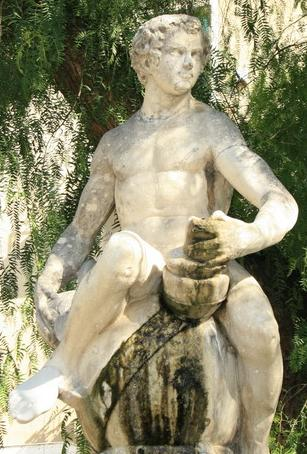
Rinaldo Bonanno: „Fontana Gennaro“ in Messina (1590)

## Leben
Bonanno war Schüler von Agnolo und Giovanni Martino da Messina und anschließend von 1559 bis 1561 Martino Montanino († 1562), dem Neffen und Nachfolger von Giovanni Angelo Montorsoli (ab 1547 in Messina) als Dombaumeister vom Messina.
Später stieg er in die Werkstatt des Architekten und Bildhauers Andrea Calamech ein, dessen Tochter er heiratete. Über Montanino  und Calamech bekam er den Stil der Florentiner Bildhauerschule vermittelt, dem er sein Leben lang treu blieb.
Er vollendete in Messina mehrere Zierbrunnen, so 1563 die „Fontana Valverde“ und 1590 die „Fontana Gennaro“. Für die Kathedrale von Messina war er mehrmals als Restaurator und Bildhauer tätig. Ab 1580 trat er in Massa bei Carrara in die Dienste des Principe Alberico Cibo.
Wenig später arbeitete er in der Provinz Reggio Calabria und kehrte schließlich wieder nach Messina zurück, wo er 1591 als Schöpfer von zwei Triumphbögen zur Feier der Auffindung des Heiligen Placidus erwähnt wurde. Als Architekt schuf er 1584 die Fassade der Chiesa Madre di Superiore in Messina.
Er war einer der aktivsten Holz- und Marmorbildhauer in der zweiten Hälfte des 16. Jahrhunderts auf Sizilien und in Kalabrien.

## Werke (Auswahl)

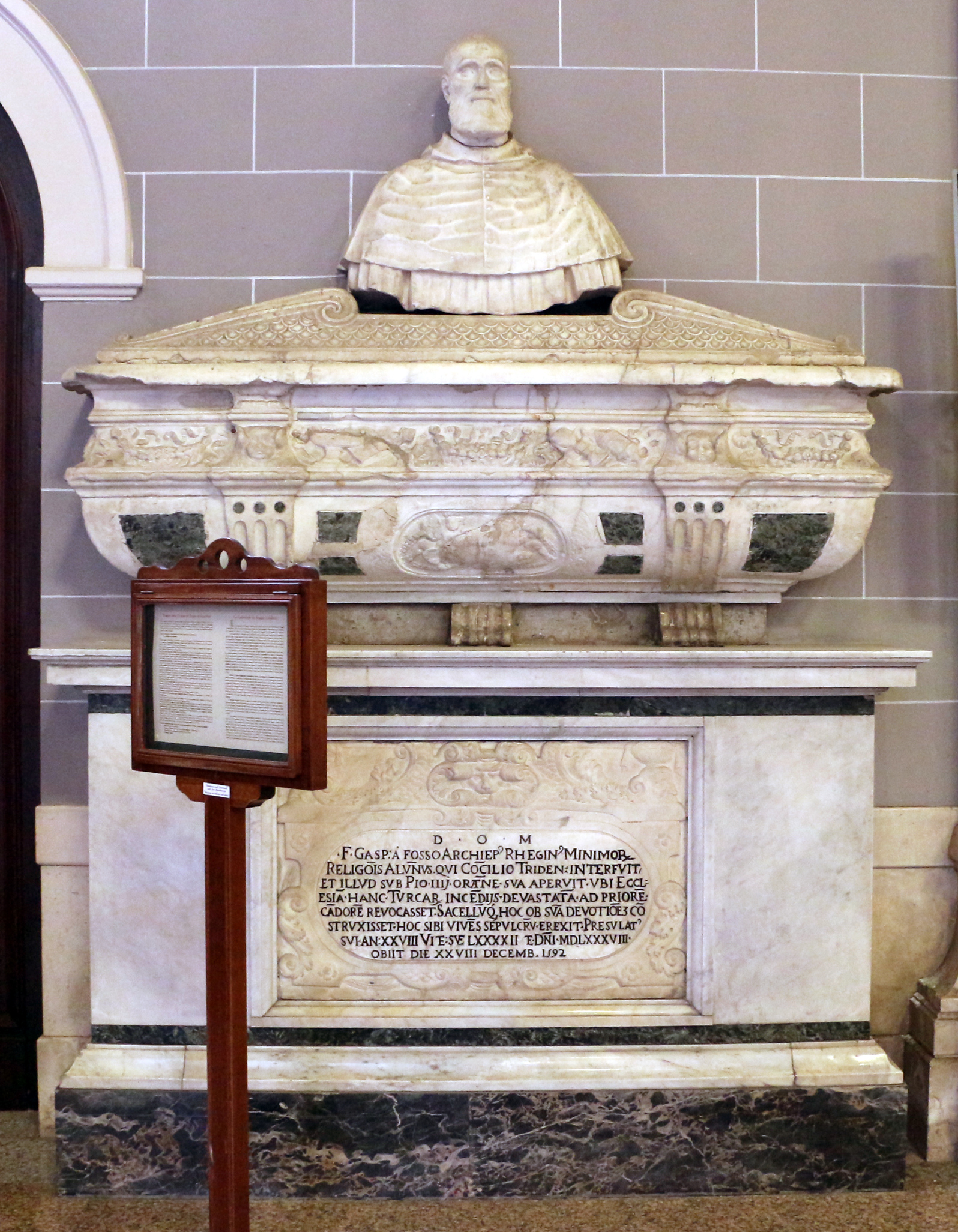
Monument Gaspare Ricciulli Del Fosso, 1588, Duomo di Reggio Calabria

- Chiesa Madre-Chiesa Santa Maria del Gesù (Raccuja): Martyrium des Heiligen
- Kathedrale von Messina:  Überarbeitung der Skulpturengruppe Gigante col cavallo (Riesen mit Pferd) von 1577 und Ausführung  Grabmal des Erzbischofes Giovanni Retana (um 1583)
- Chiesa San Giovanni Battista (Castanea delle Furie, Provinz Messina): Taufbecken (1569)
- Chiesa di San Michele (Seminara): Altarrelief Anbetung der Könige (1561)
- Chiesa di San Marco (Seminara): Christi Geburt
- Chiesa Santa Maria della Grazie (Catalani bei Reggio Calabria): Marmorbrunnen (1574)
- Chiesa del Immacolata (Taurianova): Holzschnitzfigur Madonna del Soccorso (1582)
- Basilica della Madonna dei Poveri (Seminara): Maria Magdalena
- Concattedrale Santa Maria Isodia (Bova Superiore): Madonna und Kind und Marmorbüste des Marcello Franco (1584)
- Chiesa San Giacomo Maggiore (Castroreale): Petrus (1586)
- Chiesa San Nicola (Vito Inferiore bei Reggio Calabria): Madonna und Kind (1587)
- Chiesa Santa Maria del Bosco (Podargoni): Madonna und Kind (1587), Sebastian und Santa Maria del Gesù und mehrere Werkstattarbeiten
- Kathedrale von Reggio Calabria, Grabskulptur des Erzbischofes Caspare Ricciulli Dal Fosso (1588)
- Chiesa di Santa Caterina (Bova Superiore): Madonna und Kind und andere Skulpturen (aus der Chiesa dello Spitito Santo), wohl Werkstattarbeiten von 1590
- Chiesa della Madonna delle Grazie (Sambatello): Madonna und Kind
- Chiesa di San Bernardino da Siena (Amantea): Krippe aus Marmor (um 1592)
- Chiesa di Santa Maria dell Popolo (Belvedere Marittimo): Madonna und Kind
- Eremo di Santa Maria della Stella (Pazzano): Madonna della Stella
- Santissima Annunziata (Fiumedinisi): Heilige Lucia
- Chiesa delle Benedettine (Ficarra): Madonna della Grazie
- Chiesa Santa Maria Assunta (Castroreale): Skulpturen
- Chiesa di San Giorgio (Massa): Madonna mit Kind
- Chiesa dell'Immacolata di Radicena (Oppido Mamertina bei Reggio Calabria): Madonna del Soccorso
- Museo Regionale di Messina: Relief Dame mit Einhorn und Marmorgrabdenkmal Marchesi-Barresi aus der Kirche Santa Maria del Gesù.